# Цимшианы

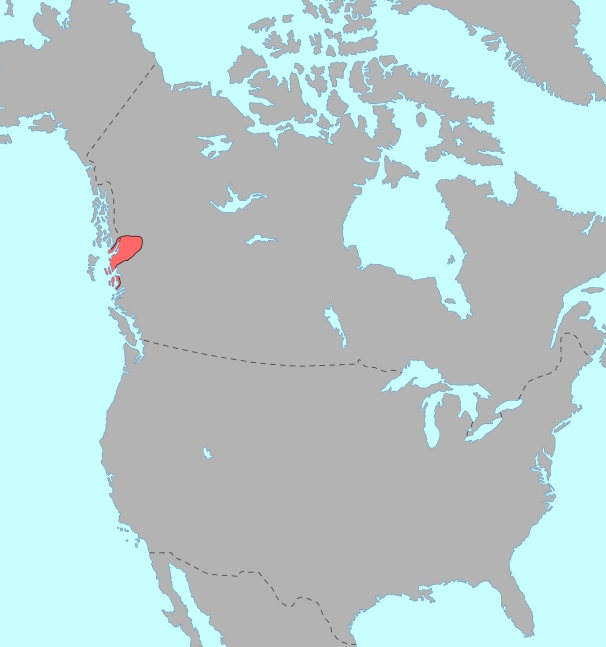
Территория проживания цимшианов

Цимшиа́н, цимшианы — группа индейских народов в Канаде (побережье от зал. Портленд до прол. Милбанк на юге, рр. Насс и Скина) и в США (о. Аннет). Образуют цимшианскую языковую семью. В Канаде — 9,5 тыс. чел., в США — 1,3 тыс. чел. Говорят также по-английски. Верующие — протестанты (англикане, пресвитериане, методисты и др.).

## Этнический состав
В семью входит несколько племён, говорящих на следующих языках: насс-гитскан, с диалектами нишга, западный и восточный гитскан; цимшиан, с диалектами прибрежный и южный цимшиан. Иногда их объединяют в одну семью с языком чинук, имеющим большое число диалектов.

## Быт и хозяйство
Культура цимшианов относится к типу культуры индейцев северо-западного побережья Северной Америки. Традиционные занятия — рыболовство, сухопутная и морская охота, собирательство, ремёсла. Из промысловых рыб наиболее характерны рыба-свеча, лосось, палтус. В пищу идут водоросли, отложенная икра сельди, птичьи яйца, ягоды. Устье реки Насс в период весеннего лова рыбы было крупнейшим центром торговли цимшиан с хайда и тлинкитами.
Сейчас около половины народа цимшиан живёт в резервационных посёлках, образуя общины (бэнд). Занимаются коммерческим рыболовством, работой по найму на лесозаготовках, рыбоконсервных предприятиях, в социальной сфере. Занимаются также и традиционными промыслами. Рыбаки-цимшианы входят в Туземное братство Британской Колумбии. Ряд общин владеют предприятиями. Элементы европейской культуры сочетают с национальными — например, носят европейское имя и традиционное индейское имя-титул.

## Социальная организация
У цимшианов было 4 экзогамных матрилинейных тотемных фратрии (птех): Ворона, Орла, Волка, Косатки. Каждая фратрия обладала парой тотемов, например, фратрия Орла — орёл и бобр. Основная социальная единица — матрилинейный род, иногда совпадавший с домохозяйством, т. н. «дом» (валп), владевший промысловыми угодьями. Они могли быть подарены или проданы. Собственностью рода распоряжался наследственный вождь. Поселение состояло из нескольких домохозяйств. Возглавлял его вождь. Основные социальные слои: знать (смкикет, «настоящие люди»), обладатели низкоранговых имён (ликакикет, «другие люди»), свободные, не имевшие имени-титула (вахаайин, «безродные»), рабы. Для знати характерны эндогамия и браки со знатью соседних народов. Существовало 4 тайных общества.

## Традиционные культы
Характерна вера в реинкарнацию предков. Развита мифология, среди мифов — сюжеты о культурном герое и трикстере («цикл Ворона»), истории родов.